# メディナ・デル・カンポ
メディナ・デル・カンポ（スペイン語: Medina del Campo）は、スペイン・カスティーリャ・イ・レオン州バリャドリッド県のムニシピオ（基礎自治体）。県都バリャドリッドから46kmの位置にある。

## 地理
主幹産業は農業、家具製造、商業である。マドリードやバリャドリッドと鉄道で結ばれている。気候は地中海性大陸気候で、年間平均気温は11.6℃、年間の気温変動の差は18.4℃である。年間降水量は392mmと乾燥しており、冬は長くて寒く、夏は短く暑い。メディナ・デル・カンポ郡では穀物生産が盛んである。市内をサパルディエル川（ドゥエロ川の支流）が流れる。

## 歴史
メディナ・デル・カンポは1978年より歴史芸術遺産とされている。市内に残る16世紀以降の建物は、地元の銀行家や商人がその繁栄を祭りの際に誇示する目的でつくられた。
- モタ城（スペイン語版） - モタとは、城を守るためにつくられた人工の山を意味する。12世紀から15世紀にかけ建てられた。モタ要塞には王家のダンジョンもあり、チェーザレ・ボルジアはここに幽閉されていた。長く打ち捨てられていたが、スペイン内戦後に再建された。
- 城壁 - 11世紀。攻撃から住民を守るための重要な防衛設備であった。人口が増えるごとに3度拡張された。
- 王宮（Palacio Testamentario） - 15世紀から16世紀にかけ、メディナ・デル・カンポは大規模な祭りが開かれることでヨーロッパ中で有名であった。祭りの期間にはカスティーリャ・スペイン王家が滞在した。女王イサベル1世はこの王宮で亡くなった。
- サン・アントリン参事会教会（es:Colegiata de San Antolín） - 16世紀から18世紀。ゴシック、ルネサンス、バロックの混合。大聖堂と同等の大きさである。9月2日のサン・アントリン祭には闘牛（馬に乗った人がウシを追う）が行われる。
- サン・ミゲル教会（Iglesia de San Miguel） - 旧市街の城門近くに建てられた。最古の部分はゴシック＝ムデハル様式であるが、数度の改修で手が加えられている。

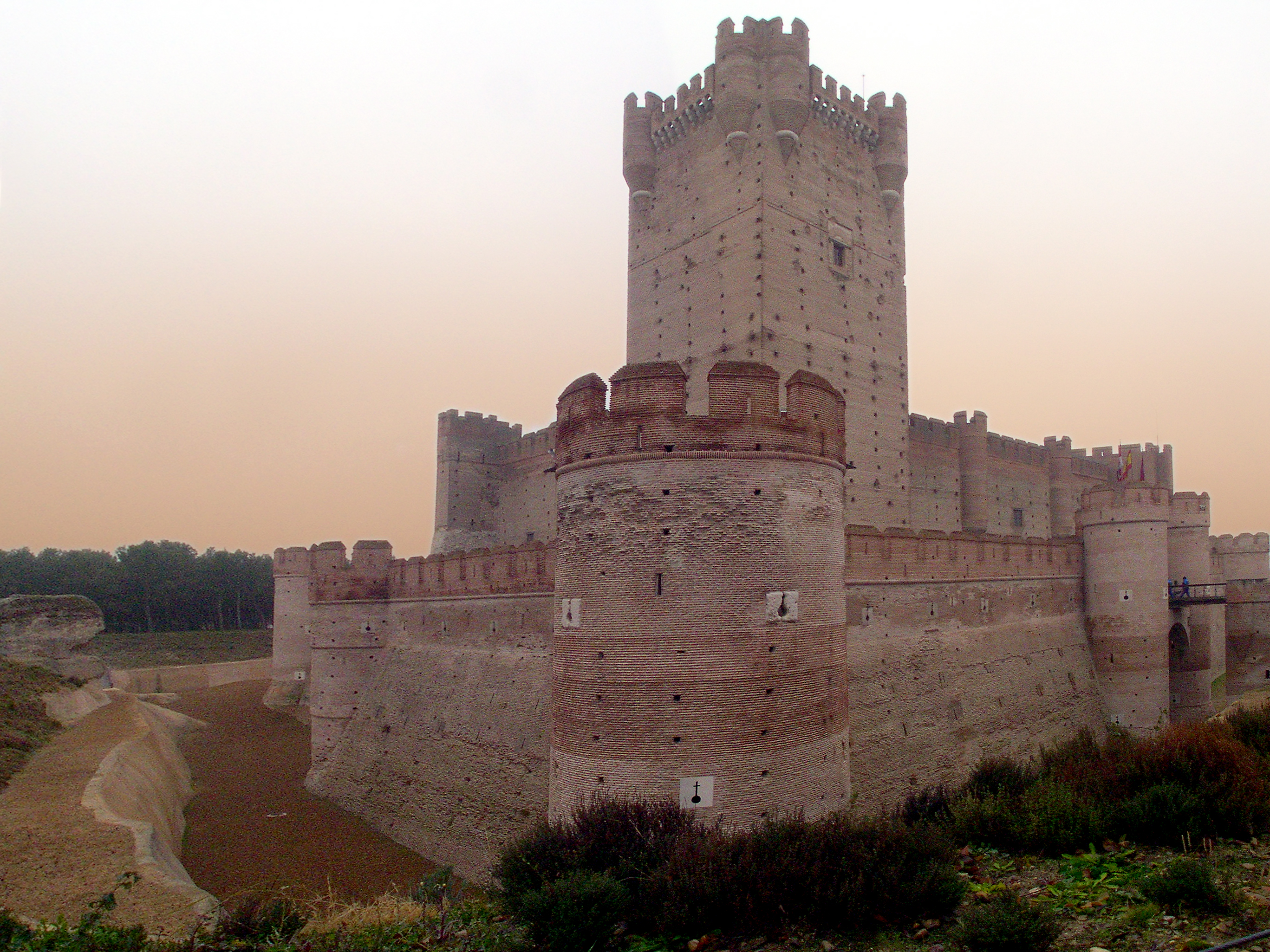
モタ城
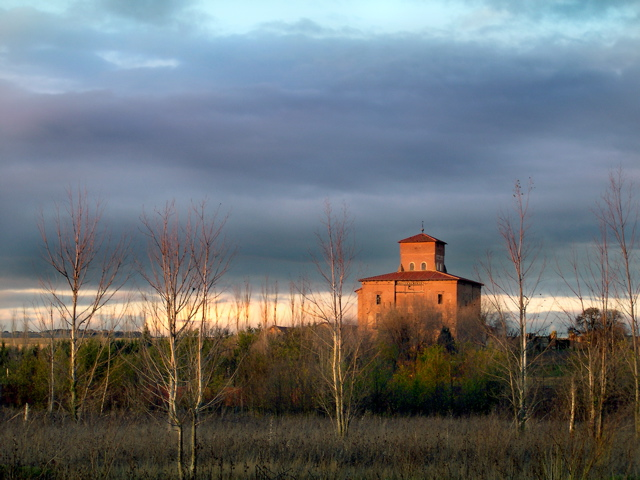
16世紀に建てられた貴族の別邸、カサ・ブランカ
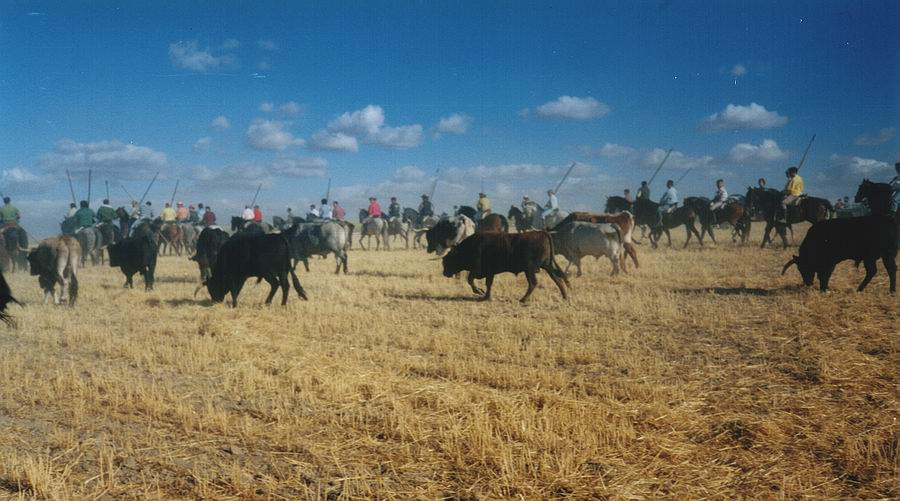
サン・アントリン祭

## 姉妹都市
- モンモリヨン、フランス
- Zig、西サハラ